# Made in Britain/The World Record
Made in Britain/The World Record è un doppio album dal vivo del gruppo musicale britannico Whitesnake, pubblicato il 9 luglio 2013 dalla Frontiers Records.
L'album è stato registrato durante il tour mondiale dell'album Forevermore: il primo disco (Made in Britain) racchiude il meglio delle esibizioni tenute dal gruppo nel Regno Unito, mentre il secondo (The World Record) è stato registrato in varie parti del mondo.

## Tracce
CD 1 – Made in Britain
1. Best Years – 6:39 (David Coverdale, Doug Aldrich)
2. Give Me All Your Love – 5:07 (Coverdale, John Sykes)
3. Love Ain't No Stranger – 4:23 (Coverdale, Mel Galley)
4. Is This Love – 4:59 (Coverdale, Sykes)
5. Steal Your Heart Away – 5:54 (Coverdale, Aldrich)
6. Forevermore – 7:07 (Coverdale, Aldrich)
7. Love Will Set You Free – 5:01 (Coverdale, Aldrich)
8. My Evil Ways – 7:08 (Coverdale, Aldrich)
9. Fare Thee Well – 4:40 (Coverdale, Aldrich)
10. Ain't No Love in the Heart of the City – 7:44 (Michael Price, Dan Walsh)
11. Fool for Your Loving – 4:29 (Coverdale, Micky Moody, Bernie Marsden)
12. Here I Go Again – 6:03 (Coverdale, Marsden)
13. Still of the Night – 9:13 (Coverdale, Sykes)

CD 2 – The World Record
1. Bad Boys – 6:36 (Coverdale, Sykes)
2. Slide It In – 3:46 (Coverdale)
3. Lay Down Your Love – 6:38 (Coverdale, Aldrich)
4. Pistols at Dawn – 6:21 (Coverdale, Aldrich)
5. Snake Dance – 2:24 (Coverdale, Aldrich)
6. Can You Hear the Wind Blow – 5:38 (Coverdale, Aldrich)
7. Fare Thee Well – 5:53 (Coverdale, Aldrich)
8. One of These Days – 4:36 (Coverdale, Aldrich)
9. The Badger – 1:29 (Coverdale, Aldrich)
10. The Deeper the Love – 5:23 (Coverdale, Adrian Vandenberg)
11. Soldier of Fortune – 1:24 (Ritchie Blackmore, Coverdale)
12. Burn / Stormbringer – 8:31 (Blackmore, Coverdale, Jon Lord, Ian Paice)

## Formazione
- David Coverdale – voce
- Doug Aldrich – chitarra, cori
- Reb Beach – chitarra, cori
- Michael Devin – basso, cori
- Brian Ruedy – tastiere, cori
- Brian Tichy – batteria, cori